# كيف سرق جرينش عيد الميلاد! (رواية)
كيف سرق جرينش عيد الميلاد! (بالإنجليزية: How the Grinch Stole Christmas!) هو كتاب للأطفال صدر عام 1957 من قبل الدكتور سوس.

جرينش بطل الرواية يقطن في مدينة هوفيل، صديقه الوحيد هو كلبه الوفي (ماكس).

وهو يكره إجازة عيد الميلاد لأن قلبه يتكون من جزأين صغيرين للغاية، ويضع خطة لسرقة هدايا عيد الميلاد وحلي الخاصة بهوز، وهو أمر يضطره إلى التنكر في بابا نويل.

بعد حوالي عقد كامل، تحديدا في عام 1966، حولت القصة إلى قصة رسوم مصورة شهيرة بنفس الاسم مسلسل تلفزيوني خاص يحمل الاسم نفسه، أخرجه تشاك جونز